# DAZAP2
DAZAP2‏ (DAZ associated protein 2) هوَ بروتين يُشَفر بواسطة جين DAZAP2 في الإنسان.